# Patrice Carteron
Patrice Carteron (ur. 30 lipca 1970 w Saint-Brieuc) – francuski piłkarz grający na pozycji środkowego obrońcy.

## Kariera klubowa
Karierę piłkarską rozpoczął w klubie Stade Briochin. Następnie odszedł do Stade Lavallois. W 1992 roku awansował do kadry pierwszego zespołu Laval. Po 2 latach gry w tym klubie przeszedł do Stade Rennes. W Ligue 1 zadebiutował 29 lipca 1994 roku w zremisowanym 1:1 wyjazdowym meczu z AS Saint-Étienne. W Rennes grał przez 3 lata.
W 1997 roku odszedł z Rennes do Olympique Lyon. W zespole z Lyonu grał do 2000 roku i zajął z nim dwukrotnie 3. miejsce w Ligue 1 (1999, 2000). W 2000 roku został piłkarzem AS Saint-Étienne, ale w trakcie sezonu 2000/2001 został wypożyczony do Sunderlandu. Po pół roku występów w Sunderlandzie wrócił do Saint-Étienne i w latach 2001–2004 grał z nim w Ligue 2. Wiosną 2004 wywalczył z Sunderlandem awans do Ligue 1. W Saint-Étienne grał do lata 2005.
Karierę piłkarską Carteron kończył w 2007 roku jako zawodnik trzecioligowego AS Cannes.
| Sezon   | Klub             | Kraj    | Rozgrywki            | Mecze | Bramki |
| ------- | ---------------- | ------- | -------------------- | ----- | ------ |
| 1992/93 | Stade Lavallois  | Francja | Ligue 2              | 26    | 2      |
| 1993/94 | Stade Lavallois  | Francja | Ligue 2              | 39    | 2      |
| 1994/95 | Stade Rennes     | Francja | Ligue 1              | 34    | 1      |
| 1995/96 | Stade Rennes     | Francja | Ligue 1              | 35    | 2      |
| 1996/97 | Stade Rennes     | Francja | Ligue 1              | 35    | 2      |
| 1997/98 | Olympique Lyon   | Francja | Ligue 1              | 22    | 2      |
| 1998/99 | Olympique Lyon   | Francja | Ligue 1              | 31    | 1      |
| 1999/00 | Olympique Lyon   | Francja | Ligue 1              | 31    | 2      |
| 2000/01 | AS Saint-Étienne | Francja | Ligue 1              | 20    | 0      |
| 2000/01 | Sunderland AFC   | Anglia  | Premier League       | 8     | 1      |
| 2001/02 | AS Saint-Étienne | Francja | Ligue 2              | 35    | 6      |
| 2002/03 | AS Saint-Étienne | Francja | Ligue 2              | 37    | 8      |
| 2003/04 | AS Saint-Étienne | Francja | Ligue 2              | 22    | 1      |
| 2004/05 | AS Saint-Étienne | Francja | Ligue 1              | 6     | 0      |
| 2005/06 | AS Cannes        | Francja | Championnat National | 35    | 1      |
| 2006/07 | AS Cannes        | Francja | Championnat National | 12    | 1      |

## Kariera trenerska
Po zakończeniu kariery piłkarskiej Carteron został trenerem. W 2007 roku oraz latach 2008–2009 prowadził AS Cannes. 25 czerwca 2009 został trenerem drugoligowego Dijon FCO, z którym w 2011 roku wywalczył historyczny awans do Ligue 1. Od lipca 2012 do maja 2013 pełnił funkcję selekcjonera piłkarskiej reprezentacji Mali, z którą zdobył brązowy medal na Pucharze Narodów Afryki w 2013. Następnie prowadził zespoły TP Mazembe, Wadi Degla, An-Nassr oraz Phoenix Rising.